# Carmina o revienta
Carmina o revienta es una película española dirigida y escrita por Paco León. La película está protagonizada por su madre, Carmina Barrios, su hermana, María León (María), Paco Casaus (Antonio León) y Ana M.ª García (Ani). Se trata de una de las primeras películas en España que tiene un estreno simultáneo en las salas de cine, Internet y copia digital.

## Sinopsis
Carmina es el retrato de una mujer de 58 años que regenta una venta en Sevilla. Tras sufrir varios robos, inventa una original manera de recuperar el dinero que tanto necesita para sacar a su familia adelante. Mientras espera el desenlace de su plan, reflexiona en la cocina de su casa sobre su vida. En la película recalca que tiene tres hijos. Una de ellos es María, una chica de 22 años sin expectativas claras en la vida y con una hija de cuatro años, Marina. Carmina también vive con su marido, Antonio, un aficionado a la bebida pese a las prohibiciones del médico. En su venta tiene un ayudante, Basilio, que sufre una discapacidad intelectual.

## Críticas
La película tuvo muy buenas críticas entre el público, la mayoría debidas a su forma de estreno (estreno simultáneo en cine, Internet y DVD).[cita requerida]